# Весёловский сельский совет (Запорожский район)
Весёловский сельский совет (укр. Веселівська сільська рада) — входил до 2020 года в состав
Запорожского района
Запорожской области
Украины.
Административный центр сельского совета находился в
с. Весёлое.

## Населённые пункты совета
- с. Весёлое
- с. Звёздное[2][3][4][5][6][7][8][9][10]
- с. Надия
- с. Нововознесе́нка
- с. Новоднепро́вка
- с. Петропа́вловка
- с. Петрополь
- с. Черво́ный Яр